# Driver: Renegade 3D
Driver: Renegade är ett datorspel, utvecklat och utgivet av Ubisoft. Spelet släpptes den 2 september 2011 i Europa till Nintendo 3DS.

## Gameplay
Spelet innehåller över 100 uppdrag och upp till 50 bilar kan ställas i garaget. Spelet innehåller 7 lägen, bland annat Time Attack, Elimination Mode och Road War. Enligt Nintendo eShop på Nintendo 3DS kommer spelet att stödja Nintendo StreetPass-funktionen via Nintendo Wi-Fi.

## Handling
Efter år av hemligt arbete på The Force vill John Tanner att ta saken för brott i sina egna händer oavsett vad lagen föreskriver. I ett korrumperat New York som drivs av kriminella grupper räddar Tanner senator Ballards liv. Han behöver hjälp att leda ett korståg mot brottsligheten.